# Јереванска опера
Јерменско национално академско оперско и балетско позориште Александар Спендиарјан у Јеревану је званично отворено 20. јануара 1933. године опером Алмаст Александра Спендиарјана. Зграду опере дизајнирао је јерменски архитекта Александар Таманијан. Састоји се од две концертне хале: концертне хале Арам Хачатуријан са 1.400 седишта и Националног оперског и балетског позоришта Александар Спендиарјан са 1.200 седишта.

## Историја
Оперско позориште основано је 28. новембра 1930. године, током прославе десетогодишњице Совјетске Јерменије. Дана 20. јануара 1933. године, зграда је званично отворена. Убрзо након оснивања позоришта, основана је и балетска трупа. Лабудово језеро Петра Иљича Чајковског био је први балетски перформанс изведен 1935. године.
На основу Таманијановог дизајна и под надзором његовог сина, дворана је завршена 1939. године и названа је по Александру Спендиарјану. Обимни грађевински радови настављени су до 1953. године, када је коначно завршена цела зграда и када је добила данашњи изглед.
Отварање позоришта довело је до повећаног стварања нових националних оперских и балетских дела, а први јерменски балет било је дело Срећа Арама Хачатуријана. На основу овог балета Хачатуријан је убрзо створио и дело Гајане које је извођено широм света. Поред њега, бројни други јерменски композитори су писали опере и балете, а велики број њих је радио и у самом позоришту: певачи Гохар Гаспарјан, Татевик Сазандарјан, Михран Јеркат, Павел Литицијан, Хајкануш Даниелјан, Нар Ховханисјан, Гегам Григорјан, Анахит Мекитаријан; диригенти Константин Сарајев, Мишел Тавризјан, Арам Катанјан, Јури Давтјан; балет-мајстори А. Петросјан, М. Чмскјан, Вануш Канамирјан, Вилен Галстјан; сликари Мартинос Сарјан, Минас Аветисјан и други.
Од 1935. године се у Јереванској опери изводи јединствена јерменска опера Ануш Армена Тигранијана, која представља велики корак у јерменској оперској историји, а и дан-данас се често налази на репертоару.
Од када је отворена, у Јереванској опери је приказано више од 200 различитих опера и балета јерменских, руских и западноевропских композитора. Позоришна трупа наступала је у преко 20 земаља света, између осталих, у Русији, Шпанији, Либану, Сједињеним Државама, Грчкој и Немачкој. Године 1956. добила је статус Националног академског оперског и балетског позоришта.

## Личности
- Аркадиј Бурџаљан — један од оснивача позоришта, а у периоду 1933—1938. године и главни позоришни режисер
- Романос Меликјан — први уметнички директор оперског позоришта
- Константин Орбељан — уметнички директор позоришта од 2016. године

### Диригенти
- Георгиј Будагјан — народни уметник Совјетске Јерменије
- Константин Сараџев — народни уметник Совјетске Јерменије
- Рубен Степањан — почасни уметник Совјетске Јерменије
- Михаил Тавризијан — народни уметник СССР-а (у периоду 1938—1957. године главни диригент)
- Сурен Чарекјан — народни уметник Совјетске Јерменије
- Оган Дурјан — народни уметник Совјетске Јерменије
- Јаков Тер-Воскањан — народни уметник Совјетске Јерменије
- Испир Хараџањан (1908—1997) — почасни уметник Совјетске Јерменије

### Режисери
- Аркадиј Бурџаљан (1933—1940) — почасни уметник Совјетске Јерменије
- Леван Калантар (1936—1940) — народни уметник Совјетске Јерменије
- Армен Гулакјан (1935—1960) — народни уметник Совјетске Јерменије
- Вартан Аџемјан (1938—1971) — народни уметник СССР-а
- Мелкумјан Гоарине (1941—1971)
- Вардањан Вавик (1955—1957)
- Џарбашјан Рафаел (с 1957) — народни уметник Јерменије
- Капланян Грачья Мкртичевич (1960—1964) — народни уметник СССР-а
- Афејан Погос (1965—1966)
- Ваган Багратуни (1967—1974), главни режисер, народни уметник РСФСР
- Багратуни Ваган (1968—1990)
- Левоњан Тигран (1971—1996) — народни уметник Јерменије
- Евгениј Чанга (1961—1967) — балет-мајстор, почасни уметник Совјетске Јерменије

### Уметници
- Мартирос Сарјан — народни уметник СССР-а
- Михаил Арутчјан — народни уметник Совјетске Јерменије
- Семен Алаџалов — почасни уметник Совјетске Јерменије

### Балет-мајстори
- Љубовја Воинова-Шикањан — народни уметник Совјетске Јерменије
- Русудана Тавризиан
- Саркис Саркисјан — почасни уметник Совјетске Јерменије
- Георгиј Георгиан — почасни уметник Совјетске Јерменије
- Заре Мурадјан — почасни уметник Совјетске Јерменије
- Арутјун Неркарарјан — почасни уметник Совјетске Јерменије

### Солисти
- Рашид Бејбутов (1938—1941)[3][4] — народни уметник СССР-а